# Carlo Zanelli
Carlo Zanelli (Savona, 10 gennaio 1911 – Varazze, 12 gennaio 2002) è stato un politico e dirigente sportivo italiano.

## Biografia
In gioventù fu operaio dell'Ilva di Savona e si dedicò al calcio, militando negli anni '30 come portiere nella Veloce Savona e nell'Ilva Savona.
Diplomatosi nel dopolavoro, riuscì a laurearsi in medicina, specializzandosi in cardiologia. Dedicatosi alla politica, dapprima nel partito Socialdemocratico e poi nel Partito Socialista Italiano. Entrò nell'amministrazione cittadina dapprima come consigliere comunale ed assessore per poi venire eletto sindaco di Savona nel 1968. Rimase primo cittadino savonese sino al 1982, risultando così il primo cittadino a mantenere tale carica per più tempo nell'Italia repubblicana, quando cedette l'incarico ad Umberto Scardaoni, di cui fu per un anno vice-sindaco. Amico personale di Sandro Pertini, gli conferì la cittadinanza onoraria.
Fu importante dirigente sportivo della FIPE, della FILPJ e della Fratellanza Ginnastica Savonese.
Nella FILPJ (Federazione Italiana Lotta Pesistica Judo) già FIAP (Federazione Italiana Atletica Pesante che nacque da una costola della FAI Federazione Atletica Italiana) fu consigliere, poi Commissario Straordinario nominato dal CONI, quindi Presidente sino al 1980. In tale veste ricoprì anche la carica di Rettore dell'Accademia Nazionale Italiana di Judo (ANIJ) presso la quale insegnò "nozioni di cardiologia nello sport". Fu nominato Presidente onorario della Federazione su proposta del Presidente Matteo Pelliicone
Il 16 novembre 2010 gli è stata dedicata la piscina comunale della città ligure.
È morto nel 2002 all'età di novant'anni.